# 山本真理子
山本 真理子（やまもと まりこ、9月20日 - ）は、日本の女性ディスクジョッキー、ラジオパーソナリティー。長崎県出身。生年は非公表。血液型はO型。

## 来歴
学生時代よりFM長崎でラジオパーソナリティーとして活動していた。
現在は福岡県に拠点を置き、RKBラジオ、cross fm等の音楽番組で活動している。

## 人物
好きな音楽はソフトロック。特技は「おいしいお茶を入れること」。

## 出演

### RKBラジオ
- 吉田類の博多ほろ酔い日記（2014年7月6日 - ）
- 東山彰良 イッツ・オンリー・ロックンロール（2016年10月3日 - ）

2016年10月から2017年3月まで、レギュラー番組のうち3つが月曜日の夜に集中していた。

### FM長崎
- オークラHD presents「BIG UP to U」（土曜11:30 - 11:55）[1]

## 過去の担当番組

### RKBラジオ
- RKBミッドナイトコンサート（2007年4月 - 2009年3月）
- 米岡誠一 よろず屋サンデー（2008年4月 - 2012年3月）
- marico's mash☆room（2010年4月 - 2013年3月）
- キネマの天使（2012年4月 - 2016年3月）
- 夜の人格（2016年3月28日 - 2017年3月27日）
- マチケンマリコのハミングバーズ（2013年4月6日 - 2017年9月18日）

### CROSS FM
- J-STAGE
- CROSS SUPER SATURDAY（2003年4月5日 - 2006年3月）
- クロサタX（2006年4月1日 - 2008年9月27日）
- クロキン激音団（2006年4月7日 - 2008年9月26日）
- Relax & Renew（2008年10月3日 - 2009年3月27日）
- weekend jazz（2008年10月 - 2017年9月）

### LOVE FM
- On Sundays

### 配信
- JAL九州歴史ロマン街道（Podcast）[2]